# Josefina Cardona i Bosch
Josefina Cardona i Bosch   (València, 1957 - València, 2 de febrer de 2022) fou una poeta valenciana. Tot i la breu producció poètica, se la considerà una de les veus més destacades de la lírica femenina en català de finals del segle xx.
Va estudiar Història i Geografia a la Universitat de València, on es va llicenciar amb una menció en Art. Poc després va començar a exercir de docent com a professora de català en un institut públic.
Cardona va irrompre en el panorama literari a finals de la dècada de 1970 amb el poemari Plouen pigues (1978), editat per Edicions 3 i 4 i prologat per Vicent Andrés i Estellés. L'obra va ser finalista als Premis Octubre.
| «                                                          | La soledat, el tacte de colzes, la furtiva companyia, la més alta il·lusió, la mort planen per damunt de tots els poemes, i donen un to esqueixat, crispat, amb permanent voluntat de càntic, rupestre. | » |
| — Vicent Andrés i Estellés, Pròleg de Plouen Pigues (1978) | |   |

El segon recull de versos, titulat Pessigolles de palmera (1981), editat per Llibres del Mall i prologat per Maria del Mar Bonet, va acabar de situar la jove autora com una de les figures literàries més prometedores d'aquella generació literària valenciana.
El cantautor Carles Barranco, que va estar casat amb Cardona, va musicar el seu poema Miralls.
Al llarg de la seua carrera va presentar, dirigir i treballar com a guionista en programes de TVE, TVV i Ràdio 9. Va publicar articles d'opinió a El País i a Qué y Dónde, cartellera d'espectacles on signava la secció Entrevistas desde el Congo. En el moment de la seua mort escrivia una columna setmanal al diari digital Valencia Plaza.